# Polygala platyptera
Polygala platyptera är en jungfrulinsväxtart som beskrevs av Joseph Friedrich Nicolaus Bornmüller och Gauba. Polygala platyptera ingår i släktet jungfrulinssläktet, och familjen jungfrulinsväxter. Inga underarter finns listade i Catalogue of Life.